# Collins Sichenje
Collins Lusaka Sichenje, född 19 september 2003 i Kenya, är en kenyansk fotbollsspelare som spelar för FK Vojvodina i Superligan.

## Klubblagskarriär

### AIK
Den 1 april 2022 skrev Sichenje på för AIK, ett kontrakt som sträckte sig till och med den 31 december 2026. Han gjorde sin debut för klubben den 27 juli 2022 i returmötet mot ukrainska Vorskla Poltava i Conference League kvalet på Friends Arena. AIK vann matchen med 2–0 (totalt: 4–3) vilket ledde till att man tog sig vidare till den tredje kvalomgången. Han gjorde sin allsvenska-debut den 7 augusti 2022 då AIK förlorade med 1–0 mot Kalmar FF på Guldfågeln Arena.
I slutskedet i ett derby mot ärkerivalen Djurgårdens IF på Tele2 Arena den 16 oktober 2022 fick Sichenje rött kort efter bara en minut på planen. Detta efter en tuff satsning mot Emmanuel Banda. AIK vann matchen med 2–1 och Sichenje undgick att få fler än en match avstägning.
Den 31 mars 2023 lånades Sichenje ut till finska KuPS i Tipsligan. Avtalet sträckte sig under hela säsongen 2023 men med en klausul som gjorde det möjligt för båda klubbarna att avsluta låneavtalet under det kommande sommarfönstret.
Den 10 juli 2024 lånades Sichenje ut till serbiska FK Vojvodina i Superligan. Avtalet sträcker sig till den 31 december 2024 och det finns även en möjlighet att FK Vojvodina kan köpa loss Sichenje, eftersom det finns en klausul med i avtalet.

### FK Vojvodina
Den 13 september 2024 meddelades det att Vojvodina har använt sig av köpoptionen som fanns med i låneavtalet, och med det så är Sichenje permanent klar för Vojvodina.

## Landslagskarriär
Den 13 mars 2021 debuterade Sichenje för Kenyas landslag då man tog emot Sydsudan (1–0) på Nyayo National Stadium i Nairobi.